# Pulau Si Amil
Si Amil (mal. Pulau Si Amil) ist eine zu Malaysia gehörende Insel in der Celebessee. Sie liegt etwa 35 Kilometer südöstlich von Semporna und 100 Kilometer östlich von Tawau vor der Ostküste Borneos.

## Beschreibung
Die etwa 0,55 Quadratkilometer große Insel erstreckt sich über eine Länge von einem Kilometer und ist bis zu 900 Meter breit. Auf der Insel erhebt sich ein steiler Hügel von 98 m Höhe, auf dem 1952 ein 11 m hoher Leuchtturm errichtet wurde. Die bewaldete Insel ist unbewohnt, wird jedoch tagsüber von Tauchsportlern bevölkert. Außerdem unterhält die malaysische Marine auf der Insel eine Station.
Pulau Si Amil gehört zusammen mit den Inseln Pulau Danawan, Pulau Kapalai, Pulau Mabul, Pulau Ligitan und Pulau Sipadan zur sogenannten „Ligitan-Gruppe“.

## Geschichte
1918 erkundete der japanische Offizier Lt. Col. Ichiji Orita die Fischgründe vor Tawau. Orita, der auch mit dem Mitsubishi-Konzern in enger Verbindung stand, gründete 1927 die Borneo Fisheries Company in Tawau und legte den Grundstein für eine Fischkonservenfabrik auf Pulau Si Amil. Die Fabrik startete mit einer Belegschaft von 70 japanischen Arbeitskräften, die den Ikan kayu, eine lokale Thunfischart, verarbeiteten. Bis zum Beginn der Besetzung Borneos durch die japanischen Truppen war die Zahl der Beschäftigten auf der Insel auf 308 angewachsen. Heute finden sich auf der Insel nur noch Reste der früheren Fabrikanlagen. Teile des Ruinengeländes werden von der Marinebasis genutzt.

## Tauchsport
Direkt vor der Insel liegt das Wrack eines älteren Dampfschiffs. Auf der Ostseite fällt der Meeresboden auf mehrere hundert Meter Wassertiefe in den Alice Channel ab, der die Darvel Bay mit der Sibuko Bay verbindet. Das Tauchgebiet ist unter anderem wegen der – meist nachts auftauchenden – Bambushaie bekannt.